# Le Narcisse noir
 (mars 2025).
Si vous disposez d'ouvrages ou d'articles de référence ou si vous connaissez des sites web de qualité traitant du thème abordé ici, merci de compléter l'article en donnant les références utiles à sa vérifiabilité et en les liant à la section « Notes et références ».
Pour les articles homonymes, voir Narcisse.
Pour plus de détails, voir Fiche technique et Distribution.
Le Narcisse noir (Black Narcissus) est un film britannique réalisé par Michael Powell et Emeric Pressburger, sorti en 1947.
Il s'agit d'une adaptation du roman éponyme, publié en 1939, de la romancière anglaise Rumer Godden.

## Synopsis
Cinq sœurs  britanniques sont envoyées dans le palais himalayen de Mopu, cadeau d'un général indien, pour y établir un couvent, un dispensaire et une école. Ancien harem du général, situé sur un rocher venteux et escarpé, le palais trouble l'esprit des nonnes.

## Fiche technique
- Titre original : Black Narcissus
- Titre français : Le Narcisse noir
- Réalisation : Michael Powell et Emeric Pressburger
- Scénario : Michael Powell et Emeric Pressburger, d'après le roman Le Narcisse noir de Rumer Godden
- Direction artistique : Alfred Junge
- Costumes : Hein Heckroth
- Photographie : Jack Cardiff, assisté de Christopher Challis et Edward Scaife (cadreurs, non crédités)
- Son : Stanley Lambourne
- Musique : Brian Easdale
- Montage : Reginald Mills
- Production : Michael Powell et Emeric Pressburger
- Sociétés de production : The Archers et Independent Producers
- Société de distribution : General Film Distributors
- Pays d'origine :  Royaume-Uni
- Langue originale : anglais
- Format : Couleurs (Technicolor) - 35 mm — 1,37:1 - son Mono (Western Electric Recording)
- Genre : Film dramatique
- Durée : 100 minutes
- Dates de sortie :
  - Royaume-Uni : 24 avril 1947
  - France : 20 juillet 1949

## Distribution
- Deborah Kerr (VF : Mony Dalmès) : Sœur Clodagh[1] (VF : Sœur Clotilde)
- David Farrar (VF : Marc Valbel) : Mr. Dean
- Kathleen Byron (VF : Aline Bertrand) : Sœur Ruth (VF : Sœur Rose)
- Jean Simmons : Kanchi
- Sabu : le jeune général
- Judith Furse : Sœur Briony
- Flora Robson (VF : Cécile Didier) : Sœur Philippa
- Jenny Laird : Sœur Miel (VF : Sœur Mélanie)
- Esmond Knight : le général
- May Hallatt : Angu Ayah
- Shaun Noble : Con, l'ex-fiancé de Clodagh
- Eddie Whaley Jr : Joseph Anthony, le jeune interprète
- Nancy Roberts (VF : Germaine Michel) : Mère Dorothea (VF : Mère Dorothée)
- Ley On : Phuba, le valet de Dean

## Tournage
Le film a été tourné à Galway en Irlande et aux studios Pinewood.

## Galerie

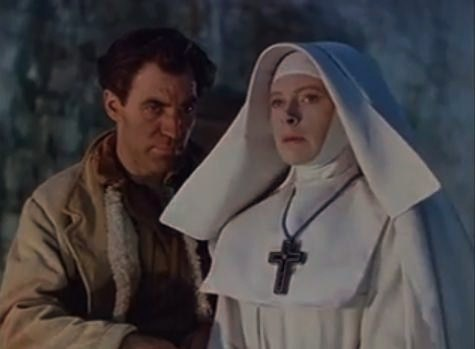
David Farrar et Deborah Kerr
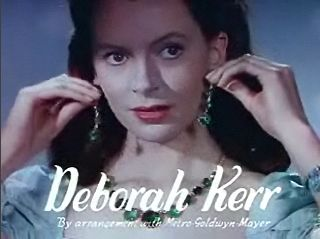
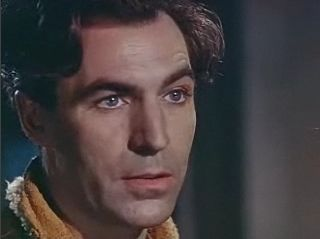
David Farrar
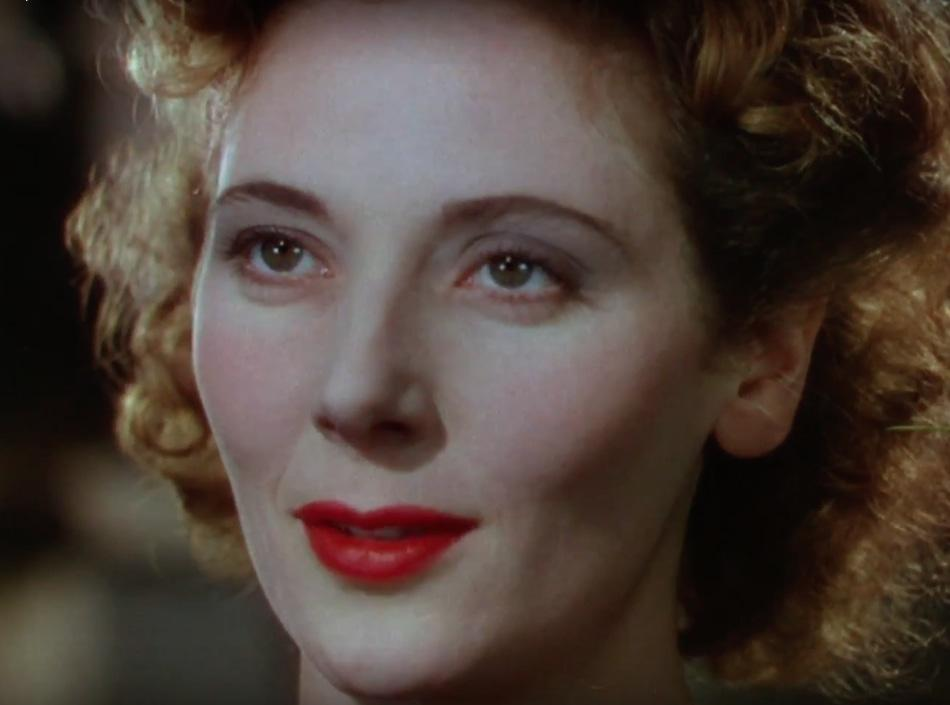
Kathleen Byron

## Récompenses et distinctions
- Oscars 1948
  - Oscar de la meilleure photographie pour Jack Cardiff
  - Oscar de la meilleure direction artistique pour Alfred Junge
- Golden Globes 1948
  - Golden Globe de la meilleure photographie pour Jack Cardiff

## Adaptation télévisée
Le film est adapté sous forme de mini-série en 2020 avec, dans le rôle de Sœur Clodagh, la comédienne britannique Gemma Arterton. Le reste du casting comprend notamment Alessandro Nivola, Gina McKee, Jim Broadbent et Diana Rigg dont ce fut la dernière apparition.